# Rajd Świdnicki 2022

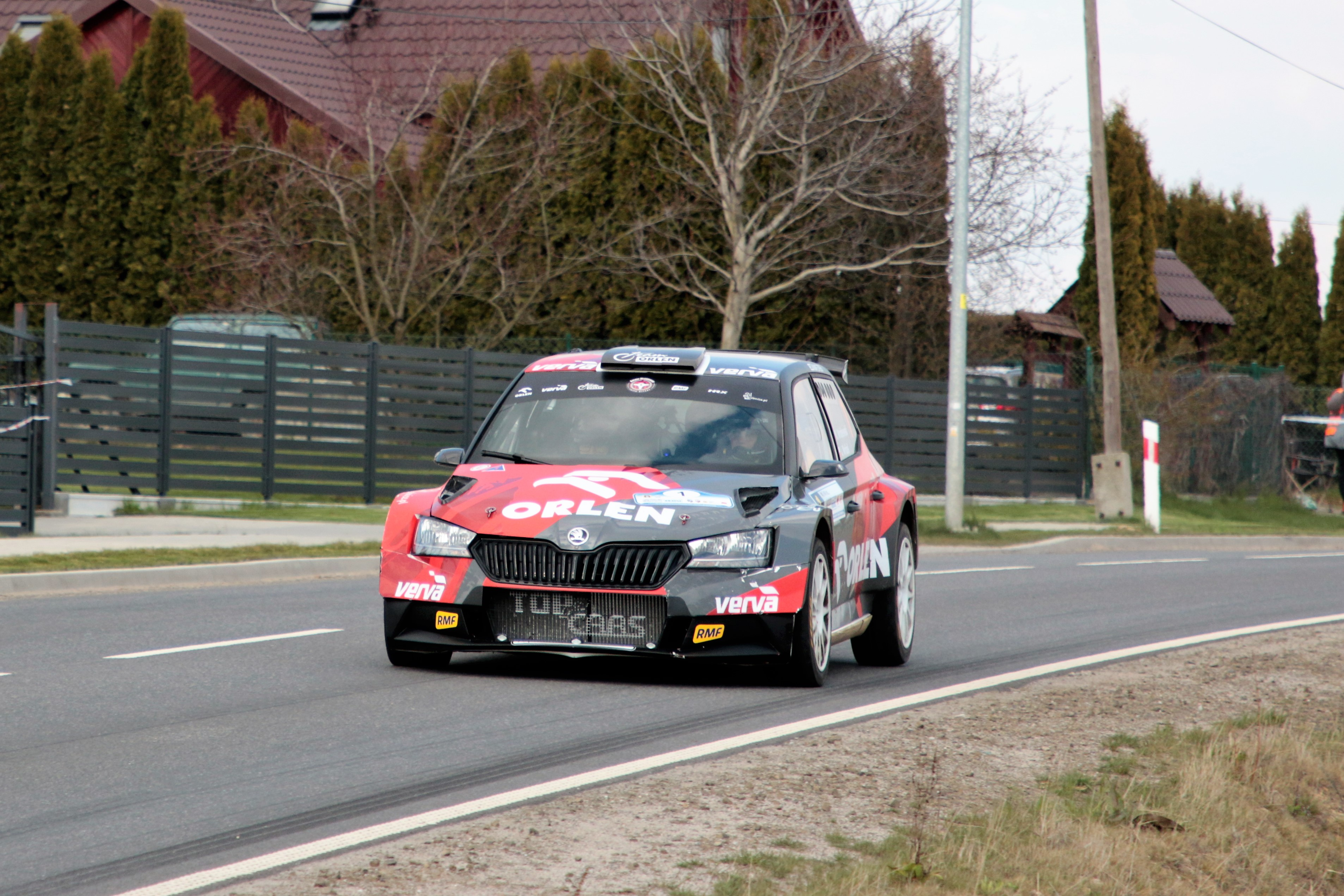
Zwycięzca Rajdu Świdnickiego 2022 – Kacper Wróblewski

50. Rajd Świdnicki – KRAUSE – 50. edycja Rajdu Świdnickiego. To rajd samochodowy, który został rozegrany w dniach 22–24 kwietnia 2022 roku. Bazą rajdu było miasto Świdnica. Była to pierwsza runda rajdowych samochodowych mistrzostw Polski w roku 2022.
Jubileuszowy 50. Rajd Świdnicki 2022 wygrała po raz drugi z rzędu polska załoga Kacper Wróblewski i Jakub Wróbel jadąca samochodem Škoda Fabia Rally2 evo. Drugie miejsce ze stratą blisko czterech sekund zajęli Grzegorz Grzyb i Adrian Sadowski. Na trzecim miejscu ze stratą prawie 40 sekund przyjechali Szwedzi Tom Kristensson i Andreas Johansson, kierujący samochodem Hyundai i20 R5.

## Lista zgłoszeń
Poniższa lista spośród 64 zgłoszonych zawodników obejmuje tylko zawodników startujących w najwyższej klasie 2, samochodami grupy Rally 2.
| Nr | Kierowca            | Pilot              | Samochód               | Klasa |
| -- | ------------------- | ------------------ | ---------------------- | ----- |
| 1  | Kacper Wróblewski   | Jakub Wróbel       | Škoda Fabia Rally2 evo | 2     |
| 2  | Sylwester Płachytka | Jacek Nowaczewski  | Škoda Fabia Rally2 evo | 2     |
| 3  | Adrian Chwietczuk   |                    | Škoda Fabia Rally2 evo | 2     |
| 4  | Tom Kristensson     | Andreas Johansson  | Hyundai i20 R5         | 2     |
| 5  | Grzegorz Grzyb      | Adrian Sadowski    | Škoda Fabia Rally2 evo | 2     |
| 6  | Maciej Lubiak       | Grzegorz Dachowski | Škoda Fabia Rally2 evo | 2     |
| 7  | Zbigniew Gabryś     | Dymurski Daniel    | Škoda Fabia Rally2 evo | 2     |
| 8  | Łukasz Byśkiniewicz | Daniel Siatkowski  | Hyundai i20 R5         | 2     |
| 9  | Jarosław Szeja      | Marcin Szeja       | Hyundai i20 R5         | 2     |
| 10 | Marcin Słobodzian   | Michał Poradzisz   | Hyundai i20 R5         | 2     |
| 11 | Dariusz Poloński    | Łukasz Sitek       | Volkswagen Polo GTI R5 | 2     |
| 12 | Jarosław Kołtun     | Ireneusz Pleskot   | Ford Fiesta Rally2     | 2     |
| 11 | Łukasz Kabaciński   | Michał Kuśnierz    | Škoda Fabia Rally2 evo | 2     |
| 14 | Michał Tochowicz    | Piotr Białowąs     | Citroën C3 Rally2      | 2     |
| 15 | Marek Temple        | Paweł Kaim         | Citroën DS3 R5         | 2     |

## Zwycięzcy odcinków specjalnych[3]
| Dzień       | Numer odcinka | Nazwa odcinka                                | Długość  | Zwycięzca odcinka   | Samochód               | Czas    | Lider rajdu       |
| ----------- | ------------- | -------------------------------------------- | -------- | ------------------- | ---------------------- | ------- | ----------------- |
| 23 kwietnia | OS1           | Świdnica 1 – Fundusz Regionu Wałbrzyskiego   | 2,75 km  | Jarosław Szeja      | Hyundai i20 R5         | 1:47,5  | Jarosław Szeja    |
| 23 kwietnia | OS2           | Świdnica – Zagórze Śl. – Puchar Dziećmorowic | 17,10 km | Tom Kristensson     | Hyundai i20 R5         | 8:47,2  | Grzegorz Grzyb    |
| 23 kwietnia | OS3           | Walim – Rościszów                            | 8,85 km  | Kacper Wróblewski   | Škoda Fabia Rally2 evo | 4:29,5  | Grzegorz Grzyb    |
| 23 kwietnia | OS4           | Świdnica 2 – Fundusz Regionu Wałbrzyskiego   | 2,75 km  | Kacper Wróblewski   | Škoda Fabia Rally2 evo | 1:46,8  | Grzegorz Grzyb    |
| 25 kwietnia | OS5           | Ludwikowice – Kamionki 1                     | 14,10 km | Grzegorz Grzyb      | Škoda Fabia Rally2 evo | 6:50,3  | Grzegorz Grzyb    |
| 25 kwietnia | OS6           | Rościszów – Walim 1                          | 8,45 km  | Jarosław Szeja      | Hyundai i20 R5         | 4:38,7  | Grzegorz Grzyb    |
| 25 kwietnia | OS7           | Zagórze – Świdnica 1                         | 21,30 km | Sylwester Płachytka | Škoda Fabia Rally2 evo | 11:15,4 | Grzegorz Grzyb    |
| 25 kwietnia | OS8           | Ludwikowice – Kamionki 2                     | 14,10 km | Grzegorz Grzyb      | Škoda Fabia Rally2 evo | 7:14,8  | Grzegorz Grzyb    |
| 25 kwietnia | OS9           | Rościszów – Walim 2                          | 8,45 km  | Kacper Wróblewski   | Škoda Fabia Rally2 evo | 5:00,1  | Kacper Wróblewski |
| 25 kwietnia | OS10          | Zagórze – Świdnica 2                         | 21,30 km | Kacper Wróblewski   | Škoda Fabia Rally2 evo | 12:03,1 | Kacper Wróblewski |

### Power Stage – OS10[4]
| Miejsce | Kierowca            | Pilot             | Samochód               | Czas/strata | Punkty |
| ------- | ------------------- | ----------------- | ---------------------- | ----------- | ------ |
| 1       | Kacper Wróblewski   | Jakub Wróbel      | Škoda Fabia Rally2 evo | 12:03,1     | 5      |
| 2       | Grzegorz Grzyb      | Adrian Sadowski   | Škoda Fabia Rally2 evo | +2,8        | 4      |
| 3       | Tom Kristensson     | Andreas Johansson | Hyundai i20 R5         | +3,3        | 3      |
| 4       | Sylwester Płachytka | Jacek Nowaczewski | Škoda Fabia Rally2 evo | +15,4       | 2      |
| 5       | Jarosław Szeja      | Marcin Szeja      | Hyundai i20 R5         | +29,2       | 1      |

## Wyniki końcowe rajdu[5]
W klasyfikacji generalnej dodatkowe punkty przyznawane są za odcinek Power Stage.
| Miejsce | Kierowca            | Pilot              | Samochód                   | Czas      | Strata  | Grupa Klasa | Punkty |
| ------- | ------------------- | ------------------ | -------------------------- | --------- | ------- | ----------- | ------ |
| 1       | Kacper Wróblewski   | Jakub Wróbel       | Škoda Fabia Rally2 evo     | 1:04:26,0 | –       | 2           | 30+5   |
| 2       | Grzegorz Grzyb      | Adrian Sadowski    | Škoda Fabia Rally2 evo     | 1:04:29,6 | +3,6    | 2           | 24+4   |
| 3       | Tom Kristensson     | Andreas Johansson  | Hyundai i20 R5             | 1:05:02,0 | +36,0   | 2           | 21+3   |
| 4       | Jarosław Szeja      | Marcin Szeja       | Hyundai i20 R5             | 1:05:56,8 | +1:30,8 | 2           | 19+1   |
| 5       | Zbigniew Gabryś     | Daniel Dymurski    | Škoda Fabia Rally2 evo     | 1:06:10,2 | +1:44,2 | 2           | 17     |
| 6       | Maciej Lubiak       | Grzegorz Dachowski | Škoda Fabia Rally2 evo     | 1:06:20,4 | +1:54,4 | 2           | 15     |
| 7       | Łukasz Byśkiniewicz | Daniel Siatkowski  | Hyundai i20 R5             | 1:06:40,1 | +2:14,1 | 2           | 13     |
| 8       | Sylwester Płachytka | Jacek Nowaczewski  | Škoda Fabia Rally2 evo     | 1:08:15,2 | +3:49,2 | 2           | 11+2   |
| 9       | Jacek Sobczak       | Łukasz Włoch       | Porsche 997 GT3 Cup 3.6    | 1:08:48,0 | +4:22,0 | NAT3        | 9      |
| 10      | Adam Sroka          | Patryk Kielar      | Peugeot 208 Rally4         | 1:10:13,2 | +5:47,2 | 4           | 7      |
| 11      | Rafał Kwiatkowski   | Jacek Zieliński    | Subaru Impreza STi R4      | 1:11:35,2 | +7:09,2 | NAT2        | 5      |
| 12      | Kamil Bolek         | Łukasz Jastrzębski | Ford Fiesta Rally3         | 1:11:45,3 | +7:19,3 | 3           | 4      |
| 13      | Marek Nowak         | Adam Grzelka       | Opel Corsa Rally4          | 1:12:09,5 | +7:43,5 | 4           | 3      |
| 14      | Błażej Gazda        | Maciej Mikuliszyn  | Peugeot 208 Rally4         | 1:12:44,8 | +8:18,8 | 4           | 2      |
| 15      | Artur Równiatka     | Wojciech Habuda    | Mitsubishi Lancer Evo X R4 | 1:12:50,0 | +8:24,0 | NAT2        | 1      |

## Klasyfikacja kierowców RSMP 2022 po 1. rundzie
Punkty otrzymuje 15 pierwszych zawodników, którzy ukończą rajd według klucza:
| Miejsce | 1  | 2  | 3  | 4  | 5  | 6  | 7  | 8  | 9 | 10 | 11 | 12 | 13 | 14 | 15 |
| Punkty  | 30 | 24 | 21 | 19 | 17 | 15 | 13 | 11 | 9 | 7  | 5  | 4  | 3  | 2  | 1  |

Dodatkowe punkty zawodnicy zdobywają za ostatni odcinek specjalny zwany Power Stage, punktowany: za zwycięstwo – 5, drugie miejsce – 4, trzecie – 3, czwarte – 2 i piąte – 1 punkt.
| Miejsce | 1 | 2 | 3 | 4 | 5 |
| Punkty  | 5 | 4 | 3 | 2 | 1 |

W tabeli uwzględniono miejsce, które zajął zawodnik w poszczególnym rajdzie, a w indeksie górnym umieszczono miejsce zajęte na ostatnim, dodatkowo punktowanym odcinku specjalnym tzw. Power Stage.
| Poz. | Kierowca            | Świdnicki | Podlaski | Polski | Żmudzi | Rzeszowski | Śląska | Wisły | Koszyc | Suma punktów |
| ---- | ------------------- | --------- | -------- | ------ | ------ | ---------- | ------ | ----- | ------ | ------------ |
| 1    | Kacper Wróblewski   | 1         |          |        |        |            |        |       |        | 35           |
| 2    | Grzegorz Grzyb      | 2         |          |        |        |            |        |       |        | 28           |
| 3    | Tom Kristensson     | 3         |          |        |        |            |        |       |        | 24           |
| 4    | Jarosław Szeja      | 45        |          |        |        |            |        |       |        | 20           |
| 5    | Zbigniew Gabryś     | 5         |          |        |        |            |        |       |        | 17           |
| 6    | Maciej Lubiak       | 6         |          |        |        |            |        |       |        | 15           |
| 7    | Łukasz Byśkiniewicz | 7         |          |        |        |            |        |       |        | 13           |
| 8    | Sylwester Płachytka | 84        |          |        |        |            |        |       |        | 13           |
| 9    | Jacek Sobczak       | 9         |          |        |        |            |        |       |        | 9            |
| 10   | Adam Sroka          | 10        |          |        |        |            |        |       |        | 7            |
| 11   | Rafał Kwiatkowski   | 11        |          |        |        |            |        |       |        | 5            |
| 12   | Kamil Bolek         | 12        |          |        |        |            |        |       |        | 4            |
| 13   | Marek Nowak         | 13        |          |        |        |            |        |       |        | 3            |
| 14   | Błażej Gazda        | 14        |          |        |        |            |        |       |        | 2            |
| 15   | Artur Równiatka     | 15        |          |        |        |            |        |       |        | 1            |
| Poz. | Kierowca            | Świdnicki | Podlaski | Polski | Żmudzi | Rzeszowski | Śląska | Wisły | Koszyc | Suma punktów |